# هاوگ ۲۴۰۷
سیارک ۲۴۰۷ (به انگلیسی: 2407 Haug، نامگذاری:1973DH) دو هزار و چهارصد و هفتمین سیارک کشف شده‌است که در ۲۷ فوریه ۱۹۷۳ کشف شد.
قدر مطلق سیارک برابر ۱۰٫۷۷ است.